# ミソール島

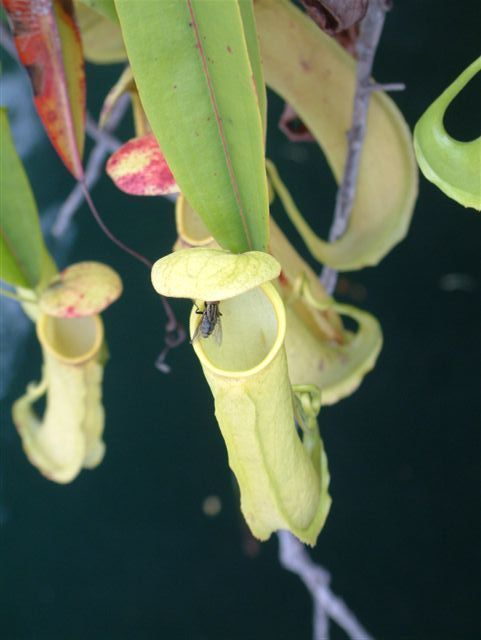
食虫植物のミソールウツボカズラ

ミソール島（Misool）はインドネシア、ラジャ・アンパット諸島の主要4島の一つ。面積は2,034 km2、最高地点は535mである。西パプア州に属しており、島の北岸のワイガマ（Waigama）とリリンタ（Lilinta）が主要な街である。
ドベライ半島西端から西南西に70km程の位置に存在する。サラワティ島、バタンタ島、ワイゲオ島等、諸島の他の主要島はドベライ半島の近くに存在し、コフィアウ島が60km程北に存在する。
住民はインドネシア語のほかにMa'ya語やマトバット語などを使用する。

## 生態系
ラジャ・アンパット諸島の他島と同じく希少な動植物が生息している。
- トゲバンディクート（英語版）
- アカトゲバンディクート（英語版）
- Dorcopsis muelleri
- ハイイロクスクス（英語版）
- ブチクスクス（英語版）
- フクロモモンガ
- シタナガフルーツコウモリ（英語版）
- Melanotaenia flavipinnis、ミソールレインボーフィッシュ（英語版）[4][5]
- シマテングフルーツコウモリ（英語版）
- メガネオオコウモリ（英語版）
- Aselliscus tricuspidatus
- Pipistrellus papuanus

## 歴史
近世以降欧州のオランダの植民地オランダ領東インドの一部であった。
1942年には日本軍によって占領され、1945年まで海軍の基地が存在した。

## 註
1. ↑  Traditional kingdoms of Maluku, early 15th century, and the spheres of influence of Ternate and Tidore, early 16th century
2. ↑  Ethnologue - Biga
3. ↑  Ethnologue - Matbat
4. ↑  Allen, G.R., Hadiaty, R.K. & Unmack, P.J. (2014): Melanotaenia flavipinnis, a new species of Rainbowfish (Melanotaeniidae) from Misool Island, West Papua Province, Indonesia, aqua, International Journal of Ichthyology, 20 (1): 35-52.
5. ↑  Allen, G. 1996. Melanotaenia misoolensis. 2006 IUCN Red List of Threatened Species. Downloaded on 4 August 2007.
6. ↑  No. 92 of the Japanese Monographs — "Southwest Area Naval Operations, Apr. 1942 – Apr. 1944", 10 September 1947.